# Callithomia lenea
Espèce
Callithomia lenea est une espèce d'insectes lépidoptères  de la famille des Nymphalidae, de la sous-famille des Danainae et du genre Callithomia.

## Dénomination
Callithomia lenea a été décrit par Pieter Cramer en 1779 sous le nom initial de Papilio lenea.

### Noms vernaculaires
Callithomia lenea se nomme Lenea Clarwing en anglais,.

### Sous-espèces
- Callithomia lenea lenea; présent au Venezuela, au Surinam et en Guyane.
- Callithomia lenea agrippina (Hewitson, 1863); présent à Panama et en Colombie.
- Callithomia lenea alpho (C. & R. Felder, 1865); présent au Venezuela
- Callithomia lenea epidero (Bates, 1862); présent au Brésil
- Callithomia lenea fumantis (Haensch, 1909); présent en Colombie.
- Callithomia lenea inturna (Fox, 1941); présent au Pérou.
- Callithomia lenea methonella (Weymer, 1875); présent en Uruguay et au Brésil
- Callithomia lenea obfuscata Butler, 1873; présent au Brésil
- Callithomia lenea pulcheria (Hewitson, 1870); présent en Équateur
- Callithomia lenea siparia (Kaye, 1922); présent à Trinité-et-Tobago
- Callithomia lenea travassosi d'Almeida, 1958; présent au Brésil
- Callithomia lenea xantho (C. & R. Felder, 1860); présent au Brésil
- Callithomia lenea zelie (Guérin-Méneville, [1844]); présent en Bolivie, au Brésil et au Pérou[1].

## Description
Callithomia lenea est un papillon aux ailes à apex arrondi avec les ailes antérieures bien plus longues que les ailes postérieures, d'une envergure d'environ 57 mm pour les mâles et d'environ 61 mm pour les femelles. Sur le dessus les ailes sont de couleur verte transparente bordées de noir et séparées en deux grandes plages par une bande noire. 
Le revers est semblable avec aux bords externes des ailes antérieures et postérieures une ligne submarginale de points blancs.

## Biologie

### Plantes hôtes
Les plantes hôte de sa chenille seraient des Solanaceae. 

## Écologie et distribution
Callithomia lenea est présent  à Panama, au Venezuela, à Trinité-et-Tobago, en Colombie, en Équateur, en Bolivie, au Pérou, en Uruguay, au Brésil, au Surinam, en et en Guyane.

### Biotope
Callithomia lenea réside dans la forêt tropicale humide et dans la forêt humide des contreforts de la face est des Andes.

### Protection
Pas de statut de protection particulier.